# Napred GP Beograd
Napred GP Beograd (code BELEX : NPRD) est une entreprise serbe qui a son siège social à Novi Beograd, un quartier de Belgrade, la capitale de la Serbie. Elle travaille principalement dans le domaine de la construction.

## Histoire
Napred GP a été créée en 1948 pour les besoins de l'armée.
Napred GP Beograd a été admise au libre marché de la Bourse de Belgrade le 28 avril 2004 ; elle en a été exclue le 16 mai 2013.

## Activités
Napred GP travaille principalement dans la conception, la construction et la reconstruction d'immeubles commerciaux ou résidentiels. En outre, la société propose un certain nombre de services, notamment liés à l'urbanisme, des analyses techniques et économiques, des analyses de matériaux et des expertises. Elle travaille également dans le génie civil et fabrique des éléments en béton armé.
La société propose également des services dans le domaine de l'hôtellerie et de la restauration par l'intermédiaire de sa filiale Napred Ugostiteljstvo qui gère l'Hôtel N à Belgrade. Elle possède trois autres filiales : Napred izgradnja d.o.o., Napred nadzor d.o.o. et Napred projekt 52 d.o.o..

## Données boursières
Le 16 mai 2013, lors de sa dernière cotation, l'action de Napred GP Beograd valait 715 RSD (6,24 EUR). Elle a connu son cours le plus élevé, soit 9 000 RSD (78,57 EUR), le 26 octobre 2007 et son cours le plus bas, soit 550 RSD (4,80 EUR), le 2 août 2012.
Le capital de Napred GP Beograd est détenu à hauteur de 79,84 % par Utma Commerce d.o.o..